# All Saints
All Saints — британско-канадская женская поп-группа, образованная в 1993 году. Долгое время считалась самым успешным женским коллективом Великобритании, после Spice Girls.
Группа распалась в 2001 году и вновь собралась в 2006 году, выпустив новый альбом «Studio 1». Первым синглом с альбома стал хит «Rock Steady», вторым, и как оказалось заключительным, «Chick Fit». Руководство звукозаписывающей компании Parlophone расторгло контракт с девушками. Но All Saints заявили, что на этом их воссоединение не закончилось и они будут искать себе новый лейбл, которым, по многочисленным слухам, станет независимый лейбл All Around The World, который уже имеет опыт сотрудничества с такими известными исполнителями, как Cascada и Данни Миноуг. Руководство All Around The World, однако, опровергло информацию о сотрудничестве с All Saints.

### Второе воссоединение
27 января 2016 года было объявлено о выходе нового альбома под названием «Red Flag», дата релиза была назначена на 8 апреля 2016 года. Было анонсировано, что заглавным синглом с четвёртого альбома станет композиция под названием «One Strike», презентация которого состоялась 26 февраля 2016 года. Альбом «Red Flag» в целом получил позитивные отзывы музыкальных критиков и занял третью строчку в национальном чарте Великобритании. Чуть позже было объявлено о концертном туре по Великобритании Red Flag Tour, сет-лист которого состоит как из старых хитов группы, так и песен из нового альбома.
- Мелани Блэтт
- Николь Эпплтон
- Натали Эпплтон
- Шазней Льюис

## Дискография

### Альбомы
- All Saints (24 ноября 1997)
- Saints & Sinners (14 октября 2000)
- Studio 1 (13 ноября 2006)
- Red Flag (8 апреля 2016)
- Testament (2 августа 2018)